# Grimbergen
Grimbergen là một đô thị ở tỉnh Vlaams-Brabant, vùng Flanders, một trong ba vùng của Bỉ. Đô thị này bao gồm các thị xã Beigem, Grimbergen, Humbeek và Strombeek-Bever. Tại thời điểm ngày 1 tháng 1 năm 2006,  Grimbergen có tổng dân số 33.965 người. Tổng diện tích là 38,61 km² với mật độ dân số là 880 người trên mỗi km². Grimbergen tọa lạc ở khu vực nói tiếng Hà Lan, có cộng đồng thiểu số nói tiếng Pháp.

## Dân địa phương nổi tiếng
- August De Winter, nhà chính trị (1925-2005)
- Hugo Broos, vận động viên, huấn luyện viên bóng đá (sinh năm 1952)